# Miniopterus mahafaliensis
Miniopterus mahafaliensis és una espècie de ratpenat del gènere Miniopterus que viu al sud-oest de Madagascar. Tradicionalment s'han inclòs les poblacions d'aquesta espècie a Miniopterus manavi, però estudis moleculars publicats el 2008 i el 2009 indiquen que aquesta presumpta espècie es compon en realitat de cinc espècies diferents, incloent-hi l'espècie recentment descrita M. mahafaliensis. Se n'han trobat exemplars a boscos secs, espinosos i de galeria, així com a hàbitats més oberts, al sud-oest de Madagascar.